# Stapeliinae
Sous-tribu
Les Stapeliinae sont une sous-tribu de plantes à fleurs de la famille des Apocynaceae dans l'ordre des Gentianales.

## Genres
Cette sous-tribu regroupe les genres suivants :
- Apteranthes
- Australluma
- Ballyanthus
- Baynesia
- Boucerosia
- Brachystelma
- Caralluma
- Caudanthera
- Ceropegia
- Desmidorchis
- Duvalia
- Duvaliandra
- Echidnopsis
- Edithcolea
- Hoodia
- Huernia
- Larryleachia
- Lavrania
- Monolluma
- Notechidnopsis
- Ophionella
- Orbea
- Pectinaria
- Piaranthus
- Pseudolithos
- Quaqua
- Rhytidocaulon
- Richtersveldia
- Socotrella
- Stapelia
- Stapelianthus
- Stapeliopsis
- Tavaresia
- Tridentea
- Tromotriche
- White-sloanea